# Ammeldingen bei Neuerburg
Ammeldingen bei Neuerburg is een plaats in de Duitse deelstaat Rijnland-Palts, en maakt deel uit van de Eifelkreis Bitburg-Prüm.
Ammeldingen bei Neuerburg telt 254 inwoners.

## Bestuur
De plaats is een Ortsgemeinde en maakt deel uit van de Verbandsgemeinde Südeifel.
Verbandsvrije stad:  Bitburg